# Мечислав Вишневський
Мечислав Зигмунд Вишневський (пол. Mieczysław Zygmunt Wiśniewski, 23 листопада 1892, Монастириська, тепер Україна — 10 жовтня 1952, Краків, Польща) — польський футболіст, воротар.

## Життєпис
На клубному рівні захищав кольори краківських команд «Краковія» і «Вісла».
За національну збірну дебютував 28 травня 1922 року. У Стокгольмі польські футболісти здобули перемогу над збірною Швеції (2:1). Це був третій офіційний поєдинок в історії польської збірної. Протягом наступних двох років провів ще в чотирьох товариських матчах: зі збірними Югославії, Фінляндії, Естонії та Швеції.
Свій останній поєдинок у складі збірної Польщі провів на Олімпійських іграх 1924. Турнір проходив за кубковою схемою. У першому ж раунді, 26 травня на паризькому стадіоні «Берже», польські футболісти зазнали поразки від збірної Угорщини (0:5).
| № | Дата            | Місце     | Суперник  | Рахунок |
| - | --------------- | --------- | --------- | ------- |
| 1 | 28 травня 1922  | Стокгольм | Швеція    | 2 : 1   |
| 2 | 3 червня 1923   | Краків    | Югославія | 1 : 2   |
| 3 | 23 вересня 1923 | Гельсінкі | Фінляндія | 3 : 5   |
| 4 | 25 вересня 1923 | Таллінн   | Естонія   | 4 : 1   |
| 5 | 18 травня 1924  | Стокгольм | Швеція    | 1 : 5   |
| 6 | 26 травня 1924  | Париж     | Угорщина  | 0 : 5   |